# Weibchen
Weibchen ist die Diminutivform von Weib und bezeichnet in der Regel weibliche Tiere.

## Geschichte
Diese Verniedlichungsform von Weib wurde etwa ab dem 15. Jahrhundert literarisch verwendet. Zunächst wurde sie hauptsächlich gebraucht, um kleine Frauen zu beschreiben. Ab dem 18. Jahrhundert etwa wurde sie auch als Pluralform und ebenso als Bezeichnung für junge Frauen (als Gegensatz zu Mädchen) verwendet. Unter anderem bei Goethe, Lessing, Schiller oder Mozart findet sich diese Bezeichnung für eine Frau. Vielfach wurde die Form dabei auch als Kosename verwendet.
Auch zu dieser Zeit war Weibchen schon als Bezeichnung für weibliche Tiere (und Pflanzen) in Gebrauch.

## Sprachgebrauch
Für ein weibliches, geschlechtsreifes Individuum gibt es im Sprachgebrauch einige typische Worte, die unspezifisch auf gewisse ähnliche Tierarten oder -gattungen angewendet werden, ohne sonderlich zoologische Unterscheidungen zu berücksichtigen: Man spricht auch von einem waidmännischen Terminus.